# Потаніно (Нижньогородська область)
Потаніно (рос. Потанино) — присілок в Краснобаковському районі Нижньогородської області Російської Федерації.
Населення становить 2 особи. Входить до складу муніципального утворення Шеманихинська сільрада.

## Історія
Від 2009 року входить до складу муніципального утворення Шеманихинська сільрада.

## Населення
| 2002 | 2010 |
| ---- | ---- |
| 1    | ↗2   |